# Район Міяґіно
38°16′06″ пн. ш. 140°52′10″ сх. д. / 38.26833° пн. ш. 140.86944° сх. д.
Райо́н Мія́ґіно (яп. 宮城野区, みやぎのく, МФА: [mʲijagʲino ku̥], «Міяґопольний район») — район міста Сендай префектури Міяґі в Японії. Станом на 1 жовтня 2008 площа району становила 58,09 км². Станом на 1 січня 2009 населення району становило 187 900 осіб.